# دم‌سوزنی ارغوانی
دم‌سوزنی ارغوانی (نام علمی: Hirundapus celebensis) نام یک گونه از تیره بادقپک است.